# Az Air Dolomiti úti céljai
Az Air Dolomiti 2022 augusztusában 26 repülőtérre repült 5 országban az anyavállalattal, a Lufthansával együttműködve, a belföldi olasz hálózattal egybevéve. Az alábbi lista a légitársaság által kiszolgált célállomásokat mutatja.

## Fordítás
- Ez a szócikk részben vagy egészben  a   List of Air Dolomiti destinations című angol Wikipédia-szócikk ezen változatának fordításán alapul.  Az eredeti cikk szerkesztőit annak laptörténete sorolja fel. Ez a jelzés csupán a megfogalmazás eredetét és a szerzői jogokat jelzi, nem szolgál a cikkben szereplő információk forrásmegjelöléseként.